# Julio Peña Fernández
Julio Peña Fernández (Sant Sebastià, País Basc; 15 de juliol de 2000) és un actor i cantant basc, conegut principalment per interpretar Manuel Gutiérrez Quemola a la sèrie original de Disney Channel Llatinoamèrica, Bia i Guillermo Sacristán a la sèrie de televisió Acacias 38. En cinema va interpretar Ares Hidalgo als llargmetratges A través de mi ventana i A través del mar de Netflix.

## Biografia
Julio Peña Fernández va néixer a Sant Sebastià l'any 2000, encara que va créixer a Madrid, on va assistir a cursos i tallers d'actuació a diferents acadèmies. Té una germana i dos germanastres, un per part de la parella del pare i una altra per la parella de sa mare.

## Carrera
Des de l'any 2012 ha format part de diverses obres de teatre, com ara: The Nightmare Before Christmas (2012), Miles gloriosus (2013), Spamalot (2014), Mamma Mia! (2015) i Los Pelópidas (2016), a més de protagonitzar els musicals Alicia al país de les meravelles (2017), Corpse Bride (2018) i Moulin Rouge! (2018) al Teatre Arcàdia.
El 2018 va ser seleccionat per coprotagonitzar juntament amb Isabela Souza la sèrie original de Disney Channel Llatinoamèrica Bia, en el paper de Manuel Gutiérrez Quemola. Va aconseguir el paper quan era a l'escola de teatre Jana de Madrid i els productors de la sèrie van anar a fer un càsting per seleccionar el protagonista, encara que al principi es va mostrar reticent a realitzar-lo, el van contractar després de passar les proves definitives, mudant-se a Buenos Aires, on la sèrie va ser produïda. Gràcies a la seva interpretació, va estar nominat als Kids' Choice Awards Mèxic el 2020 com a actor favorit de televisió, als Premis Lo más escuchado el 2021 com a actor de l'any i als SEC Awards al Brasil com a millor actor en sèrie adolescent.
Al gener de 2021 es va incorporar a la sèrie de Televisió Espanyola Acacias 38, on va interpretar Guillermo Sacristán fins a la fi de la mateixa al maig d'aquell any. Aquell mateix any va participar de dues obres de teatre: l'obra musical Something Rotten!, traduïda al castellà per Marcos Árbex i estrenada al Teatre Arapiles de Madrid, i l'obra Embrague, escrita per Raúl Barranco i dirigida per Jacobo Muñoz.
Al febrer de 2021 va participar en l'especial de televisió Bia: un mundo al revés estrenat per Disney+, que va funcionar com un tancament de la sèrie després de dues temporades.
El setembre de 2021 va participar en el vídeo musical de la cançó «Berlín» d'Aitana, interpretant a l'interès amorós d'Aitana, Miguel.
El 2022 va interpretar el protagonista masculí, Ares Hidalgo, a la pel·lícula original de Netflix A través de la meva finestra, basada en la novel·la supervendes de l'escriptora veneçolana Ariana Godoy.
El juny de 2023, va repetir el paper d'Ares Hidalgo a A través del mar, la seqüela d'A través de mi ventana, també estrenada per Netflix.
El 2023 a més va ser part de l'elenc protagonista de la sèrie Berlín, spin-off de la sèrie La casa de paper, ambdues de Netflix. Allí va compartir pantalla amb Pedro Alonso, Begoña Vargas i Michelle Jenner, entre uns altres.

## Filmografia
| Any  | Títol                        | Rol          | Cadena  | Notes        |
| ---- | ---------------------------- | ------------ | ------- | ------------ |
| 2022 | A través de la meva finestra | Ares Hidalgo | Netflix | Protagonista |
| 2023 | A través del mar             | Ares Hidalgo | Netflix | Protagonista |
| 2024 | A través de la teva mirada   | Ares Hidalgo | Netflix | Protagonista |

| Any       | Títol                | Rol              | Cadena                        | Notes                         |
| --------- | -------------------- | ---------------- | ----------------------------- | ----------------------------- |
| 2019–2020 | Bia                  | Manuel Gutiérrez | Disney Channel Llatinoamèrica | Protagonista                  |
| 2021      | Bia: un món al revés | Manuel Gutiérrez | Disney+                       | Especial de televisió         |
| 2021      | Acàcies 38           | Guillem Sagristà | TVE                           | Elenc principal (temporada 7) |
| 2023      | Berlín               | Roi              | Netflix                       | Elenc principal               |

| Any  | Títol      | Artista |
| ---- | ---------- | ------- |
| 2021 | « Berlín » | Aitana  |